# Beethoven-Denkmal (Frankfurt am Main)

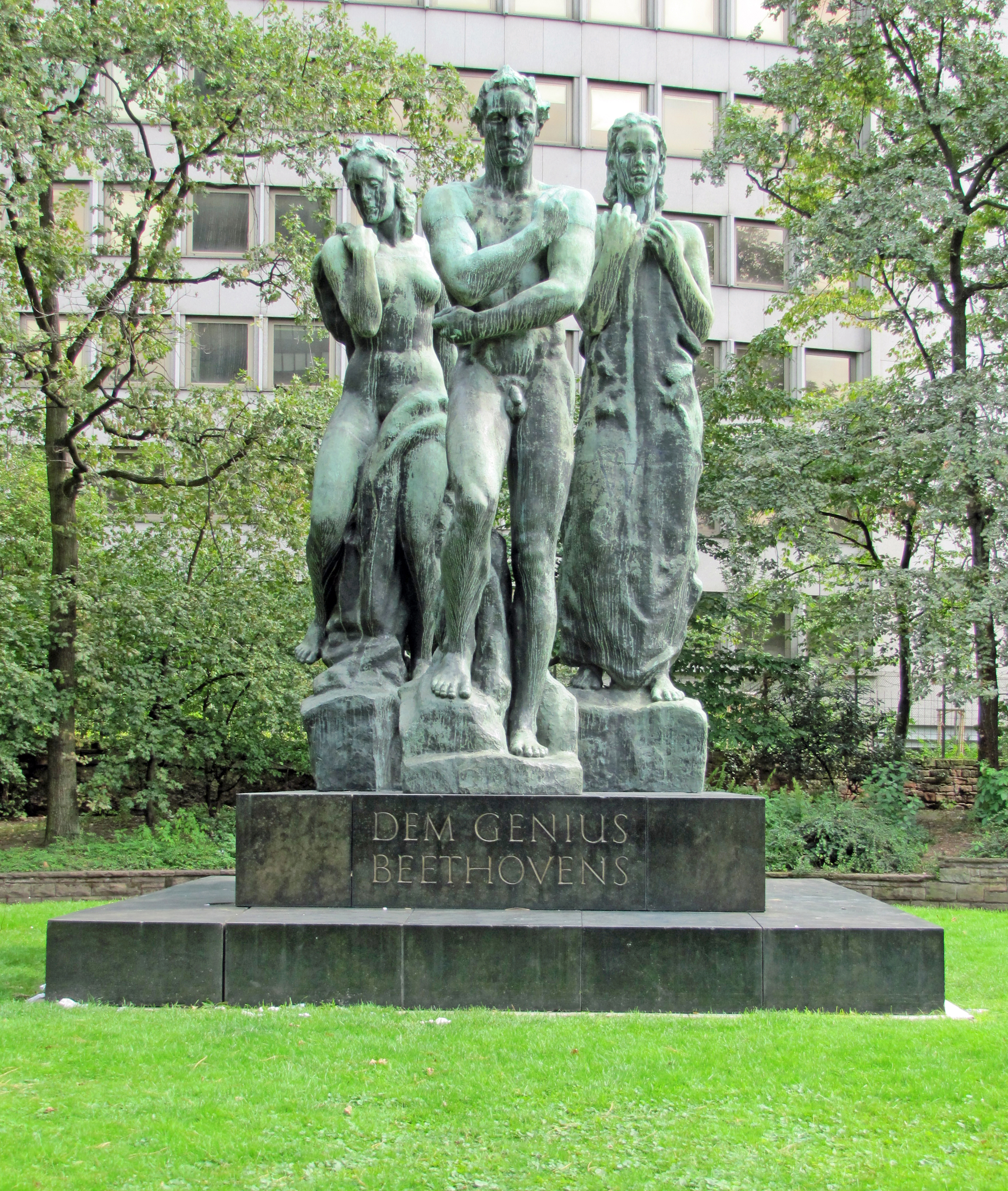
Frontalansicht des Beethoven-Denkmals

Das Beethoven-Denkmal in Frankfurt am Main ist ein zwischen 1926 und 1948 geschaffenes Denkmal in der Taunusanlage. Es ehrt den Komponisten Ludwig van Beethoven.

## Beschreibung
Das Denkmal steht auf einer hügelartigen Erhebung im Frankfurter Anlagenring. Es besteht aus drei Bronze-Figuren: Die mittlere der drei überlebensgroßen Figuren stellt Ludwig van Beethoven dar, allerdings nicht in Form eines Porträts. Bei den beiden Frauenfiguren handelt es sich um Genien aus der römischen Mythologie. Den Sockel aus Diabas schmückt die Aufschrift „Dem Genius Beethovens“.

## Geschichte
Das Denkmal wurde von Georg Kolbe entworfen. 1926 bekam Kolbe das Angebot der Stadt Berlin für einen Wettbewerb ein Beethoven-Denkmal zu erstellen. Aus Zeitgründen lehnte er das Angebot ab, begann jedoch trotzdem einen Entwurf. Erst 1947 war der Entwurf fertig, im Mai des folgenden Jahres konnte das Denkmal in Berlin gegossen werden. Am 16. Juni 1951 wurde es eingeweiht, Kolbe war bereits 1947 gestorben und konnte die Aufstellung nicht mehr erleben.